# Herb Sieniawy
Herb Sieniawy – jeden z symboli miasta Sieniawa i gminy Sieniawa w postaci herbu.

## Wygląd i symbolika
Herb przedstawia w polu błękitnym księżyc niepełny złoty, do góry rogami obrócony w przodzie swoim gwiazdę sześcioramienną mający. Jest to herb szlachecki Leliwa

## Historia
Herb został nadany w 1676 razem z prawami miejskimi. Herb ten należał do rodu Sieniawskich, dawnych właścicieli miasta.